# Wilhelm Seitz (Politiker, 1904)
Wilhelm Seitz (* 18. Juli 1904 in Büttgen, Kreis Grevenbroich; † 15. Mai 1987) war ein deutscher Politiker der FDP.

## Ausbildung und Beruf
Wilhelm Seitz besuchte die Volksschule und das  Gymnasium. Im Anschluss belegte er ein Studium der Rechtswissenschaften und der Volkswirtschaft in Köln, Bonn und Innsbruck. Ab 1934 war er als Rechtsanwalt in Neuß (heutige Schreibweise: Neuss) tätig; 1939 promovierte er. Ab 1948 fungierte er als Vorsitzender des Neußer Anwaltsvereins. Ab 1954 war er Vorstandsmitglied des Düsseldorfer Anwaltsvereins. Seitz war als Mitglied der Internationalen Juristenkommission tätig.

## Politik
Wilhelm Seitz war ab 1950 Mitglied der FDP. Ab 1952 war er Mitglied des Kreisvorstandes und von 1956 bis 1963 dessen Vorsitzender.  Von 1956 bis 1963 und ab 1966 war er Mitglied des Bezirksvorstandes sowie von 1956 bis 1966 Vorsitzender des FDP-Landesausschusses für Rechtsfragen. Gemeinderatsmitglied in Büttgen war Seitz schon von 1929 bis 1933 und hier auch Fraktionssprecher. 1953 wurde er in den Rat der Stadt Neuß gewählt. Im Rat war er ab 1954 Fraktionsvorsitzender. Als Bürgermeister von Neuß war er von 1960 bis 1961 tätig. Auch war er Mitglied der Landschaftsversammlung Rheinland.
Wilhelm Seitz war vom 25. Juli 1966 bis zum 25. Juli 1970 Mitglied des 6. Landtages von Nordrhein-Westfalen, in den er über die Landesliste einzog.

## Ehrungen
- 1969: Verdienstkreuz 1. Klasse der Bundesrepublik Deutschland
- 1974: Großes Verdienstkreuz der Bundesrepublik Deutschland
- 1980: Großes Verdienstkreuz mit Stern der Bundesrepublik Deutschland